# 阿方斯·卡斯泰
阿方斯·卡斯泰（法語：Alphonse Castex，1899年1月6日—1969年12月16日），法国男子橄榄球运动员。他曾代表法国参加1920年夏季奥林匹克运动会橄榄球比赛，获得一枚银牌。